# Chalcostigma olivaceum
Colibri-oliváceo ou bico-de-espinho-oliváceo (Chalcostigma olivaceum) é uma espécie de beija-flor da família Trochilidae.
Pode ser encontrada nos seguintes países: Bolívia e Peru.
Os seus habitats naturais são: campos rupestres subtropicais ou tropicais.